# 荒野之月
《荒野之月》（英語：Alabama Moon）是美國作家瓦特·齊的處女作，此書為瓦特·齊贏得多個獎項，2010年更被改編成電影。

## 故事簡介
阿月原本與父親兩人在森林裡生活，一天父親意外跌斷腳，後來細菌感染致死。父親死後，由於沒有監護人，阿月理論上成為國家的財產，他被帶到了男童院生活。阿月自小於森林長大，求生知識豐富，不消一星期就連同兩位院友逃離男童院。一名保安官負責追截他們，但卻被阿月的陷阱捉到。該名保安官因怒成恨，冤枉阿月搶去佩槍並向他射擊。阿月最終因送朋友到醫院被捕。法庭開庭審判阿月的前途，幸得一位律師義助阿月，阿月才可以脫去襲警罪名。